# Voigt & Haeffner
Die Voigt & Haeffner AG war ein ehemaliger Elektrokonzern.

## Geschichte

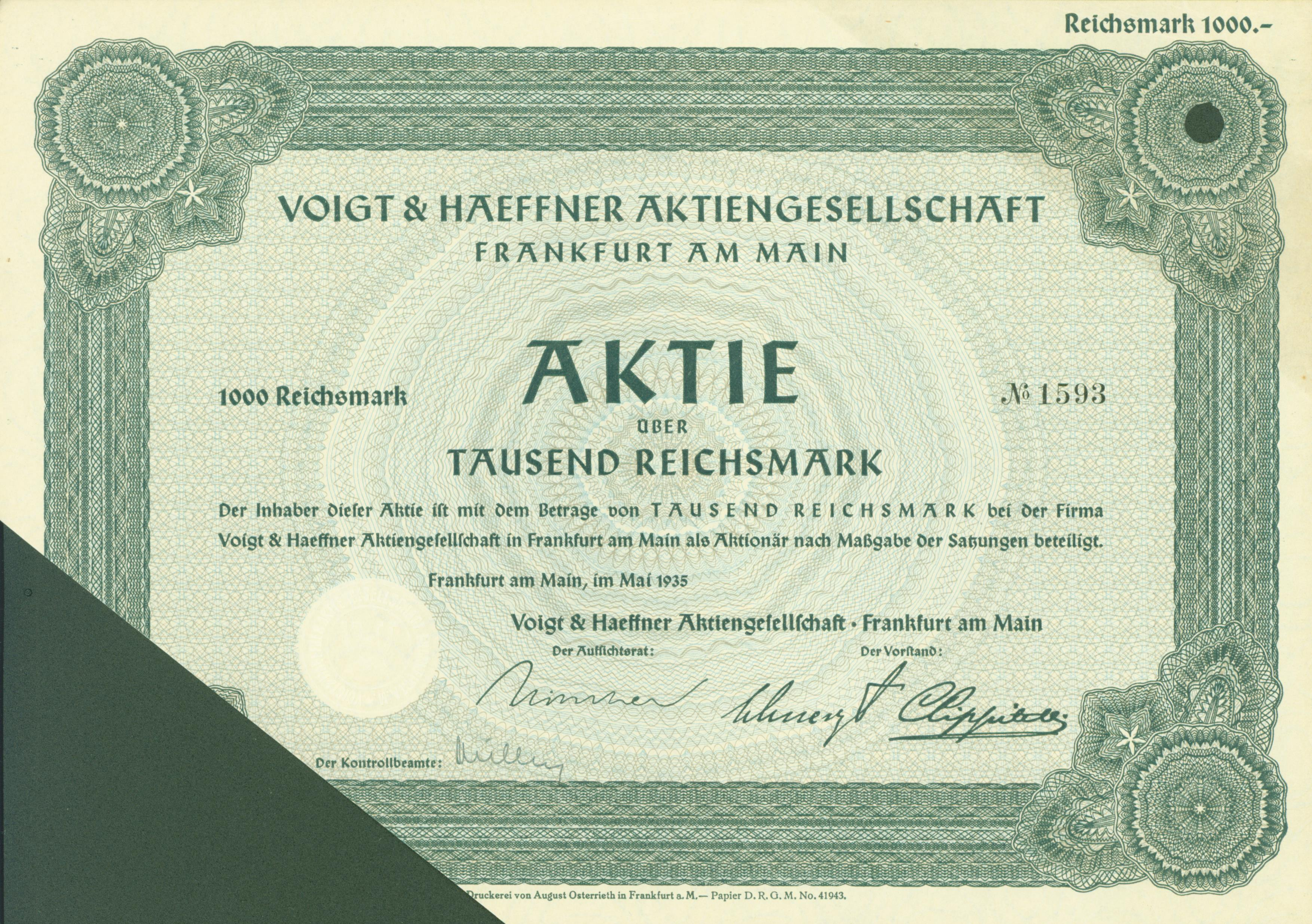
Aktie über 1000 RM der Voigt & Haeffner AG vom Mai 1935, schnittentwertet

1885 von dem Kaufmann Jakob Staudt und dem Ingenieur Heinrich Voigt (1857–1937) gegründet als Staudt & Voigt, befasste sich das Unternehmen mit der Herstellung von Isolationsmaterial, Sicherungen und Schaltern für die beginnende Elektrizitätsversorgung in den Städten und der Industrie. Begonnen hat der Betrieb in der Gallusstraße in Innenstadt von Frankfurt. Das sich schnell entwickelnde Unternehmen zog bereits 1889 in die Falkstraße in Bockenheim, damals ein Vorort von Frankfurt.
Der Ingenieur Heinrich Voigt war einer der typischen Erfinder aus der Frühzeit der elektrischen Energieversorgung und Verteilung. Viele Patente aus den Jahren zwischen 1887 und 1896 lauteten auf seinen Namen, einige wichtige Erfindungen sind diesem Unternehmen zuzuschreiben. 1890 stieg der Kaufmann Adolf Haeffner in das Unternehmen ein, der erkrankte Staudt zog sich aus dem Unternehmen zurück. Daraufhin wechselte der Firmenname, und ab 1891 trat das Unternehmen unter Voigt & Haeffner auf.
Nach der Internationalen Elektrotechnischen Ausstellung in Frankfurt 1891 erlebte die Elektrotechnik einen rasanten Aufschwung. Bahnbrechend war die von der AEG vorgestellte Übertragung von Drehstrom über eine lange Strecke, die elektrische Energieverteilung war geboren. Dadurch erhöhte sich der Bedarf an elektrotechnischer Ausrüstung und das Auftragsvolumen der Unternehmen wuchs entsprechend. Auch Voigt & Haeffner profitierte davon, insbesondere in dem Bereich der Energieverteilung und der Fertigung von Schaltern. Die Fabrik musste vergrößert werden und die Zahl der Mitarbeiter stieg auf über 200 an.
1895 erhielt Heinrich Voigt ein Patent auf einen Widerstand aus einem auf Porzellan aufgebrachten Edelmetallstreifen. Darauf basierend wurde 1896 die Chemisch-elektrische Fabrik Prometheus GmbH gegründet. Weitere Tochterunternehmen folgten, z. B. für keramische Isolatoren. Zum 1. Januar 1900 wurde das Unternehmen in eine Aktiengesellschaft umgewandelt und verfügte nunmehr über eine bessere finanzielle Basis. Aufgrund der mittlerweile erreichten Größe ein notwendiger Schritt, das Voigt & Haeffner mittlerweile zum größten Spezialunternehmen seiner Art in Deutschland angewachsen war.
Die Umwandlung der Firma in eine Aktiengesellschaft zum 1. Januar 1900 verhalf dem inzwischen bedeutenden Spezialunternehmen der Elektroindustrie zu einem soliden finanziellen Fundament. Die immer weiter wachsende Gesellschaft errichtete Fabriken im Osthafen von Frankfurt am Main und weiteren Standorten. In den 1940er Jahren wurden weitere Fabriken an anderen, wenige luftgefährdeten Orten gegründet, so z. B. in Langen und Wattenscheid.
In den 1920er Jahren spezialisierte sich das Unternehmen auf den Bau von Schaltanlagen und Schaltvorrichtungen für Nieder-, Mittel- und Hochspannung, auch in explosionsgeschützten Bereichen. So hat das Unternehmen diverse Patente auf elektrische Leistungsschalter und Ölschalter, Sicherungen und weiteren Geräten der Elektrotechnik erhalten, teilweise in Zusammenarbeit mit anderen großen Unternehmen (AEG und ASEA).
Zum Produktportfolio gehörten z. B. Ölschalter, Fernschalter und Schütze mit elektrischem Antrieb und ganze, schlüsselfertige, Schaltanlagen. Als Beispiel sei das Kraftwerk Dresden-West von 1927 genannt, wo Voigt & Haeffner einen von der Schaltwarte völlig getrennten Schaltraum installierte. Dies war eine der ersten Anlagen mit einer Leittechnik, also Fernsteuerung, Fernüberwachung und Zustandsanzeige über separate elektrische Leitungen. Auch die elektrische Anlage im WIFO-Tanklager bei Farge aus den 1930er Jahren war nach diesem Prinzip aufgebaut. Technisch aus Gründen des Explosionsschutzes nicht anders realisierbar, musste die Mittelspannung der großen Pumpen aus den Lagerbehältern zu den Schaltstationen ferngeschaltet werden. Vor Ort wurden 3kV-Motoren mit Schlagwetterschutz der AEG eingesetzt und druckfest gekapselte 220V-Schalter und Meldeleuchten von Voigt & Haeffner. Diese haben entsprechende Ölschalter in den entfernten Hochspannungsstationen betätigt. Auch die elektrische Grundinstallation des 380V-Netzes in explosionsgeschützter Ausführung (druckfeste Kapselung) wurde komplett von Voigt & Haeffner geliefert.
Die Deutsche Continental-Gas-Gesellschaft DCGG erkannte früh den sich entwickelnden Markt der elektrischen Energie, auch als Konkurrenz zum eigentlichen Gasgeschäft, z. B. bei der Straßenbeleuchtung. Bereits 1886 stieg das Unternehmen deshalb in das Stromgeschäft ein und kaufte 1940 die Voigt & Haeffner AG. Nach dem Zweiten Weltkrieg bündelte die DCGG ihre gesamten Elektroaktivitäten unter dem Dach der Continental Elektroindustrie AG, mit Sitz in Düsseldorf. Von 1950 bis 1950 war der Elektromechaniker und spätere Politiker Karl Heinrich Trageser als technischer Sachbearbeiter bei der Voigt & Haeffner AG in Frankfurt tätig (ab 1957 auch als Betriebsrat). 1965 wechselte die Aktienmehrheit zur Bergmann Elektricitäts-Werke AG, 2003 zur Eltek-Gruppe.